# Stanley Fish
Stanley Fish (ur. 19 kwietnia 1938 w Providence) – amerykański historyk i teoretyk literatury, współtwórca teorii rezonansu czytelniczego, autor klasycznych studiów o Miltonie, teoretyk prawa.
Obronił doktorat na Uniwersytecie Yale, po czym pracował na Uniwersytecie Kalifornijskim w Berkeley i Uniwersytecie Johnsa Hopkinsa. W latach 1986–1998 był profesorem Uniwersytetu Duke’a. Następnie przeniósł się na Uniwersytet Illinois w Chicago, gdzie pracował do 2005, kiedy to został zatrudniony na Florida International University.